# Anoplura
Gli Anoplura  o Siphunculata sono un piccolo ordine di insetti, i cosiddetti veri "pidocchi", tutti parassiti epizoi ematofagi persistenti e obbligati di Mammiferi.
L'Ordine comprende circa 490 specie descritte nel mondo, riunite in 15 Famiglie e parecchi Generi, strettamente affini ai Mallofagi e, come questi, presentano notevole specificità riguardo ai loro ospiti, che abbandonano comunemente dopo la morte.
Rivestono un particolare interesse in Parassitologia per i danni che possono arrecare e, soprattutto, per il fatto di poter trasmettere, come vettori, agenti eziologici di varie patologie.

## Morfologia
Cranio mobile, prognato, libero o parzialmente retrattile nel protorace.
Antenne brevi, libere, 3-5 articolate (il numero di 3 articoli è comunemente proprio degli stadi preimmaginali, ma è conservato anche allo stadio adulto in Pedicinus GERV..)
Apparato boccale secondariamente entognato e atto a perforare la pelle dei Mammiferi e a succhiare il sangue. La porzione anteriore del cranio si prolunga in una sorta di muso, o di brevissima proboscide (haustellum), a forma di gronda rovesciata, aperta ventralmente lungo una stretta fenditura; essa è evaginabile mediante muscoli labiali e mandibolari ed è armata di denticoli ricurvi. La sua apertura anteriore immette in una vasta cavità (detta "cibario", o "cavità preorale", o "vestibolo boccale") che dorsalmente si continua con la faringe e ventralmente sfocia in una invaginazione sacciforme ("sacco trofico") prolungata posteriormente fino all'estremità caudale del cranio e contenente gli stiletti. Questi stiletti (il mediale è ritenuto parte morfologica del dorsale) sono 3: uno dorsale (formato da due lamine anteriormente accartocciate a tubo che costituiscono il canale di suzione del sangue), uno mediale (ipofaringe, sottilissimo e percorso da un canalicolo di fuoriuscita della saliva) e uno ventrale (denticolato innanzi e piegato a gronda). Tutti e tre sono retrattili e protrattili e sono azionati da muscoli attaccati alle pareti del sacco; dorsale e ventrale, inoltre, sono posteriormente divisi a forca. L'interpretazione morfologica delle parti è ancora controversa.
Torace piccolo coi tre segmenti indistinti o fusi assieme.
Zampe massicce, subsimili, tali da permettere all'ospite di uncinare la pelle o i peli. Tarsi uniarticolati, unghia robustissima oppure pretarso unguliforme, generalmente curvi e formanti assieme da un processo distale della tibia (quando si flette contro di essa) una sorta di pinza.
Addome sessile con 10 segmenti distinti (il IX urite può ridursi notevolmente, gli uriti I-V si fondono, in Phtirus LEACH, completamente insieme) e zone laterali in genere più pigmentate e sclerificate di quelle dorsali e ventrali in modo da assicurare notevolissima resistenza allo schiacciamento.

## Anatomia
Sistema nervoso. Cerebro spostato all'indietro e ganglio ipocerebrale anteriore ad esso. Gangli della catena nervosa ventrale fusi in una massa unica.
Apparato digerente. Canale alimentare senza ingluvie e ventriglio con pompa cibariale e pompa faringeale; esofago sottile; mesentero voluminoso a volte fornito di ciechi gastrici e privo di membrana peritrofica; proctodeo non convoluto e provvisto di 6 papille rettali.
Apparato tracheale con massimo 7 paia di stigmi (un paio toracico, e sei paia addominale negli uriti III-VIII). Nel Gen.Neolinognathus BEDF. vi è un solo paio di stigmi addominali all'VIII urite.
Apparato circolatorio con cuore breve, globulare, fornito di 2 paia di ostioli e con aorta lunghissima e sottile.
Sistema escretore con 4 tubi malpighiani.
Apparato secretore con 2 paia di ghiandole salivari (un paio tubolari ed un paio reniformi) i cui dotti efferenti si uniscono a formare il canalicolo della saliva che percorre lo stiletto mediale, ed un paio di ghiandole mascellari, dette di Pawlowsky, che sboccano nel sacco trofico. Apparato endocrino retrocerebrale con corpi cardiaci e corpi allati pari e ridotti.
Apparato riproduttore. Ovari con 5 ovarioli politrofici ciascuno; spermateca presente o assente; 2 ghiandole colleteriche. Ovopositore rappresentato da un paio di brevi gonapofisi. Testicoli pari, compatti e bilobati. Deferenti sottili, provvisti o no di vescicole seminali. Canale eiaculatore differenziante caudalmente un sacco del pene e sboccante fra IX e X urosterno. Organo copulatorio formato da endeago e due parameri.

## Biologia
Insetti a riproduzione anfigonica (nell'accoppiamento la femmina si colloca sopra il maschio). Le uova, ovoidali o subpiriformi, sono cefalicamente opercolate; vengono disposte isolatamente ed incollate ai peli o alle setole dell'ospite. o anche su fili e fibre di indumenti) con l'asse maggiore disposto nel senso del pelo che lo sopporta. La neanide sguscia in modo simile a quella dei Mallophaga e passa tre stadi prima di divenire immagine.
I Sifunculati si diffondono durante l'accoppiamento o in casuali contatti tra le vittime o anche, più raramente, facendo trasportare da altri insetti (specialmente Ditteri).

## Interesse patologico
Gli Anopluri succhiano sangue prelevandolo dal lume dei vasi, in cui iniettano saliva che contiene un enzima anticoagulante; sono dotati di endosimbiosi batterica con presenza di micetociti nelle pareti intestinali o addirittura di micetomi siti nella cavità del corpo (con gli escrementi spesso vengono espulsi microrganismi patogeni).
Possono trasmettere agenti eziologici di parecchi morbi e riuscire nocivi e pericolosi. Ad esempio il Pediculus humanus L., oltre a causare, con le sue punture, alterazioni papulose o vescicolare della pelle ed, indirettamente, foruncolosi dipendenti da Stafilococchi, eczemi, ecc., è in grado di trasmettere la Pasteurella pestis LEHM. & NEUM., una Parvobatteriacea agente eziologico della peste bubbonica, la Enterobatteriacea Salmonella typhimurinum LOEFF. nonché la Spirocheta Borrelia recurrentis BERG.& AL. della "febbre ricorrente cosmopolita", e le Rickettsiali Rickettsia prowazekii ROCHA LIMA del "tifo esantematico" e R.quintana TOEP. della "febbre delle trincee". Queste infezioni sono in generale provocate dallo schiacciamento sulla pelle degli insetti e attraverso le lesioni che il paziente si provoca grattandosi, ovvero per mezzo di escrementi secchi dei pidocchi portati in un modo o nell'altro a contatto con le mucose. I pidocchi però si contaminano succhiando sangue da soggetti ammalati.

## Cura della pediculosi
La pediculosi appare collegata a cause sociali come la povertà o, in genere, alla scarsa igiene personale, ma si tratta esclusivamente di falsi miti: infatti tutte le specie di Pediculus humanus non sono attratte da particolari sostanze associabili ad una scarsa condizione igienica del cuoio (come, viceversa, da un'eccessiva igiene); possono dunque colpire chiunque entri in qualche modo in contatto con le lendini del pidocchio (quindi con un cuoio infestato o, anche se più difficilmente, scambiandosi oggetti con persone infestate). Si utilizzano polveri secche a base di malatione, carbaryl, formulati sinergizzati di piretrinici, derivati organici dello zolfo, alcuni reperibili anche in formulazione shampoo. Inoltre, viene utilizzato cotrimossazolo (Bactrim) che, ingerito nella dose di una compressa ogni 12 ore, elimina la pediculosi per via sanguigna già entro 48 ore. Ancora valido risulta il metodo antico di strofinare la sera le aree pilifere con una miscela in parti uguali di olio di paraffina ed olio di oliva, seguito al mattino dopo da una saponata. Contro P.h. corporis è indispensabile il lavaggio degli indumenti a temperatura superiore ai 60 gradi centigradi.

## Falsi miti
Ecco una breve lista di luoghi comuni errati sulla pediculosi:
- Per essere contagiato è sufficiente essere vicino ad un altro individuo contagiato
- I pidocchi possono facilmente saltare da una testa all'altra
- Essere contagiati è indice di scarsa igiene personale
- Essere contagiati è indice di maniacale igiene personale
- Per combattere la pediculosi è sufficiente lavare la superficie con acqua e shampoo
- Quando contagiati, è necessario tagliare i capelli
- È possibile prevenire la pediculosi con prodotti appositi
- È meno frequente nei paesi più "evoluti"
- Si ha più probabilità di essere infestati in campagna che non in città
- I capelli lunghi sono più soggetti alla pediculosi
- La pediculosi tocca solo i bambini

## Malattie trasmesse dal pidocchio
I pidocchi contratti in Africa e Asia possono veicolare Borrelia.
In Asia, Africa e Sud America sono vettori di Tifo esantematico.

## Rientro a scuola
La Circolare ministeriale n. 4 del 13 marzo 1998 afferma che:
- nel caso di accertata pediculosi, se si esegue scrupolosamente la terapia, il bambino potrà tornare a scuola il mattino dopo il primo trattamento con il certificato del medico curante;
- in caso di sospetta pediculosi (per visione diretta delle uova o dei pidocchi o per frequente grattamento della testa) gli insegnanti daranno tempestiva comunicazione alla famiglia e l'alunno potrà rientrare a scuola con autocertificazione dei genitori che è stato effettuato il trattamento ed eventualmente sono state asportate le lendini oppure che il trattamento non è stato necessario per l'assenza di parassiti e/o di lendini;
- nel caso si siano verificati casi sospetti nella classe, gli insegnanti, oltre alla procedura sopra descritta, inviteranno gli altri genitori ad una particolare attenzione al fenomeno;
- in caso di frequenti recidive, legate soprattutto alla scarsa sensibilità al problema da parte di alcuni genitori, è necessario che, per poter frequentare la comunità, i casi accertati e quelli sospetti esibiscano certificazione medica di non contagiosità e, nel caso questo non avvenga, gli alunni dovranno essere allontanati fino alla presentazione della documentazione necessaria;
- qualora si verifichino situazioni di particolare gravità, la certificazione di non contagiosità potrà essere richiesta da parte del Direttore Didattico per intere classi;
- la struttura sanitaria del distretto potrà essere disponibile ad effettuare incontri di educazione sanitaria sia con le famiglie che con il personale scolastico.